# Command and Conquer 3 : Les Guerres du Tiberium
Command and Conquer 3 : Les Guerres du Tiberium (« Command and Conquer 3: Tiberium Wars » en version originale) est un jeu vidéo de stratégie temps réel développé par EA Los Angeles sur PC, Xbox 360 et Macintosh et édité par Electronic Arts en 2007. À la suite de la fermeture de Westwood Studios en 2003, pour la première fois depuis la création de la série, Electronic Arts s'est occupé du développement. Cet épisode est la suite de Command and Conquer : Soleil de Tiberium, sorti en 1999.
Une extension, Command and Conquer 3 : La Fureur de Kane, développée par BreakAway Games et EA Los Angeles est sortie en mars 2008.

## Synopsis
Tout commença en 1995. Un nouveau minerai d'origine extraterrestre, le Tibérium, est découvert. On apprend alors qu'il pourrait se révéler intéressant sur le plan militaire. Malheureusement, le Tibérium agit très mal sur l'environnement et il entraîne un dérèglement majeur du climat. Des pluies acides déferlent sur la planète et rendent certains endroits inhabitables.
On classe alors la surface de la planète en trois zones :
- Les zones rouges : Elles ont subi les pires contaminations et sont désormais totalement inhabitables. Elles représentent 30 % de la surface terrestre.
- Les zones jaunes : Elles sont légèrement contaminées mais couvrent 50 % de la surface terrestre et donc une grande proportion de la population mondiale. Des guerres ont dévasté ces régions et ont donc rendu ces zones dangereuses pour les civils. La Confrérie du NOD a une influence prépondérante sur ces zones où il est difficile de distinguer toute activité étrange.
- Les zones bleues : Elles ont été épargnées par le Tibérium et ses habitants vivent en paix. Ces zones sont le siège principal du GDI.

Le jeu commence en 2047. Le GDI, autrefois un rassemblement secret d'États indépendants, est devenu un gouvernement mondial, qui a obtenu le contrôle des Zones Bleues. Après les deux Guerres du Tibérium, la Confrérie du Nod n'a donné aucun signe d'activité, permettant au GDI d'envisager une nouvelle décennie de paix. Mais Kane est de retour, et compte bien mettre à exécution son projet de contaminer toute l'Humanité avec le Tibérium. Il déclenche la Troisième Guerre du Tibérium après avoir anéanti la quasi-totalité des instances dirigeantes du GDI, mais se heurte à une riposte inarrêtable du GDI qui le traque jusqu'à son repaire de Sarajevo, le Temple Prime du Nod. Sauf qu'un nouvel ennemi intervient brusquement dans la partie et change complètement la donne...

## Distribution
- Michael Ironside: Général Jack Granger
- Billy Dee Williams: Directeur du GDI Redmond Boyle
- Jennifer Morrison: Lieutenant Kirce James
- Grace Park: Lieutenant Sandra Telfair
- Joseph D. Kucan (en): Kane, leader de la Confrérie du Nod
- Josh Holloway: Commandant Ajay
- Kiko Ellsworth: Commandant du Nod
- Tricia Helfer: Générale Kilian Qatar
- John Huck: William Frank, présentateur de W3N
- Shanon Cook (en): Cassandra Blair, journaliste pour W3N
- Shauntay Hinton : Brittany Murphy, journaliste pour W3N
- Courtenay Taylor (en): l'Intelligence Artificielle des Aliens

## Accueil
| Les Guerres du Tiberium |      |       |
| Média                   | Pays | Notes |
| GameSpot                | US   | 90 %  |
| Jeuxvideo.com           | FR   | 16/20 |
| Joystick                | FR   | 9/10  |